# نخل‌های گالی
نخل‌های گالی (نام علمی: Hemithrinax) نام یک سرده از تیره نخل است.